# Kozice (kanton hercegowińsko-neretwiański)
Kozice – wieś w Bośni i Hercegowinie, w Federacji Bośni i Hercegowiny, w kantonie hercegowińsko-neretwiańskim, w gminie Stolac. W 2013 roku liczyła 145 mieszkańców, z czego większość stanowili Chorwaci.
We wsi urodził się malarz i grafik Branko Šotra.